# Compagnie nationale du Rhône
Pour les articles homonymes, voir CNR.
La Compagnie nationale du Rhône (CNR) est une société anonyme d’intérêt général, administrée par un directoire et un conseil de surveillance, concessionnaire du Rhône pour la production d’hydroélectricité, le transport fluvial et les usages agricoles puis premier producteur français d’énergie exclusivement renouvelable (eau, vent, soleil) . Il s'agit du deuxième producteur d'électricité français avec 3 % de la production électrique du pays, loin derrière Électricité de France.
Ses principaux actionnaires sont Engie et la Caisse des dépôts et consignations, détenant respectivement 49,97 % et 33,20 % du capital de l'entreprise.

## Histoire

### Navigabilité sur le Rhône
La navigabilité sur le Rhône dépendait alors de l'état du fleuve. Le tirant d'eau était de 1,30 m aux Basses Eaux, mais pouvait être réduit à 0,70 m. La durée des trajets entre Arles et Lyon pouvait être de 27 à 28 jours aux Basses Eaux et de 50 jours aux Hautes Eaux. Le tonnage des bateaux variait suivant l'état du fleuve. Les coûts étaient différents à la montée (0,15 à 0,22 franc la tonne kilométrique) et à la descente (0,05 à 0,11 franc la tonne kilométrique).
En 1829, l'apparition des bateaux à vapeur modifia le mode de navigation sur le Rhône, avec la création de compagnies de navigation utilisant des bateaux de 42 m de long et de 1,08 m de tirant d'eau avec des moteurs d'une puissance de 50 chevaux.
La navigation sur le Rhône, entre Lyon et Marseille fut importante jusqu'à l'ouverture de la première ligne de chemin de fer reliant Lyon à Avignon, en 1854. Le tonnage moyen, flottage compris, est passé de :
1855 : 559 000 tonnes,
1856 : 463 000 tonnes,
1859 : 210 000 tonnes,
1880 : 155 000 tonnes.

### Les premiers aménagements de 1878 et leurs limites
Une loi est adoptée le 13 mai 1878 pour améliorer le cours du Rhône entre Lyon et la Méditerranée, avec un budget de 45 millions de francs. Il est envisagé de construire des digues et des épis, de couper certaines sinuosités de son cours et d'enlever des rochers sur les rapides, pour former un chenal rectiligne aussi profond et large que possible. Ces travaux ont permis de passer le tirant d'eau minimum à l'étiage de 0,50 à 1,30 m faisant remonter le tonnage à :
1903 : 310 000 tonnes, mais sans grande variation à partir de cette date :
1904 : 201 545 tonnes
1905 : 289 191 tonnes
1906 : 249 089 tonnes
1907 : 266 931 tonnes
1910 : 236 295 tonnes
1913 : 280 903 tonnes.
Pendant la même période, le tonnage transporté par les voies de chemin de fer situées sur les deux rives du Rhône transportairent 2 900 000 tonnes en 1875 et 4 600 000 tonnes en 1905. On a constaté aussi que le trafic sur l'ensemble des voies navigables françaises avait augmenté aussi pendant la même période alors qu'il stagnait sur le Rhône.
Pour expliquer cette stagnation du trafic fluvial, les ingénieurs constatent qu'il est dû au coût du transport par rapport à celui des autres voies navigables. La loi du 13 mai 1878 avait permis d'augmenter le tirant d'eau et de réduire les périodes de chômage dues aux Basses Eaux de 70 à 5 jours, mais la vitesse du courant était encore trop forte dans certaines zones. Si on considère la distance entre Lyon et la Méditerranées de 335 km et le niveau du Rhône à Lyon de 1,60 m, on pourrait avoir une pente moyenne de 0,41 m/km, alors qu'elle peut atteindre 0,81 m/km entre Donzère et Valence. Parallèlement aux aménagements du Rhône, les compagnies de navigation ont fait évoluer leurs bateaux pour diminuer les coûts du transport. Les bateaux ont une longueur de 110 m en 1848, 133 m en 1850, 153 m en 1857, passant leur tonnage de 400 à 700 tonnes pour un tirant d'eau de 1,40 m, et en adoptant des bateaux à grappins qui ont des roues permettant de prendre appui dans le lit du fleuve. L'approfondissement du lit du fleuve ne permettant plus aux roues dentées des grappins de fonctionner, la compagnie Le Havre-Paris-Lyon-Méditerranée adopta en 1892 un système de touage avec des remorqueurs ayant une puissance de 800 à 1 000 chevaux. En 1911, le système fut amélioré en créant la Compagnie lyonnaise de navigation et de remorquage. Cependant, la navigation du Rhône est restée difficile, nécessitant des compagnies puissantes, et donc en petit nombre pour se faire une réelle concurrence en dehors des chemins de fer.

### Projet de canal latéral au Rhône
Un projet de canal latéral au Rhône avait été dressé en 1907 par l'ingénieur en chef des Ponts et Chaussées Armand, et devait permettre aux péniches flamandes arrivant par la Saône de naviguer sur le canal. Il suivait d'abord la rive droite et devait franchir le Rhône par un pont-canal en aval de Vienne, pour suivre la rive gauche jusqu'à Arles. Le resserrement de la vallée du Rhône en certains points, l'a conduit à prévoir plusieurs tunnels sur une longueur cumulée de 20 km avec une longueur totale du canal de 271 km. La différence de niveaux de 160 m sur toute sa longueur, est reprise par 31 écluses dont la chute varie entre 2 et 7 mètres. L'alimentation en eau est prévue en excédent pour actionner des usines hydroélectriques, permettant de fournir le courant électrique nécessaire au canal. Le canal à 2,50 m de mouillage avec une largeur de 19,50 m au plafond. Le coût est estimé à 506 millions de francs. Il est prévu de réaliser le canal par tronçons en commençant par la partie où la navigation est la plus difficile, entre les confluents de l'Isère et de l'Ardèche. Si la chambre de commerce de Lyon s'est montrée favorable au projet, le conseil général des Ponts et Chaussées y a été défavorable dans un rapport publié au Journal officiel du 29 juillet 1909, en indiquant que les avantages à retirer du canal étaient hors de proportion par rapport à son coût de construction pour l'État.

### Loi du 27 mai 1921
Le programme d'aménagement du Rhône a fait l'objet d'études qui ont commencées dès les années 1910. Elles ont abouti à la loi Rhône, votée le 27 mai 1921 approuvant les travaux d'aménagements du Rhône entre la frontière franco-suisse et la Méditerranée du point de vue de la force motrice, de la navigation et de l'irrigation. Elle est promulguée dix ans plus tard, pour encadrer l’aménagement du fleuve.

### Création de la Compagnie nationale du Rhône
La Compagnie nationale du Rhône a été créée le 27 mai 1933 pour permettre sa réalisation. En 1934, l’État confie à la CNR la concession unique du Rhône pour soixante-quinze ans pour son aménagement et sa valorisation, en lui fixant trois missions solidaires : production d’hydroélectricité, navigation et irrigation.
En 1938, la CNR inaugure sa première réalisation, le port Édouard-Herriot de Lyon, et dix ans plus tard, en 1948, elle met en service le barrage-centrale de Génissiat. En 1946, l’État nationalise le service public d’électricité et crée EDF. La CNR échappe à la nationalisation, grâce à l'action vigoureuse d'Édouard Herriot (voir les débats parlementaires d'avril 1946). Elle se concentre sur un rôle d’aménageur fluvial. De 1948 à 2001, dans le cadre d’un dispositif conventionnel, EDF exploite les centrales hydroélectriques, en commercialise la production et conserve les recettes. La CNR construit les ouvrages du Rhône (19 centrales de 1948 à 1986) et est rémunérée pour ses missions dans le cadre d’un forfait négocié avec EDF. Le barrage-centrale de Bollène est mis en service en 1952 et le dernier aménagement de Sault-Brénaz en 1986.

### La Compagnie nationale du Rhône devient un producteur indépendant de plein exercice
En 2000, la loi sur la modernisation et le développement du service public d’électricité prépare la libéralisation du marché. La CNR retrouve son statut de producteur indépendant de plein exercice en 2001. En 2002, un accord social et industriel unique organise la transmission des compétences d’EDF vers la CNR et le transfert du personnel. Plus de 300 agents d’EDF intègrent la CNR, le 1er janvier 2006. En 2003, un décret détermine les nouveaux statuts et le cahier des charges de la CNR. Electrabel, filiale du groupe Suez, entre au capital de la CNR. En 2003, la CNR crée CN’Air, une filiale qui a pour vocation le développement, l’investissement, la réalisation et l’exploitation de nouveaux moyens de production d’électricité renouvelable : éolien, petite hydraulique et photovoltaïque, en France et en Europe.
La CNR lance son 1er plan MIG en 2004. Ces missions, sous forme de plans quinquennaux, ont été proposées par la CNR pour redistribuer aux territoires une partie de la valeur dégagée par l’exploitation du fleuve Rhône. En 2006, la CNR se diversifie dans l’éolien et le photovoltaïque, travaille au développement de nouvelles énergies renouvelables (hydrogène,, hydrolienne) et de la mobilité électrique, tout en proposant son expertise en gestion des énergies intermittentes et des prestations d’ingénierie à des tiers. Elle réalise deux plans de missions d’intérêt général et lance le troisième, en 2014.

### Échéance de la concession en 2023 et prolongation jusqu'en 2041
La concession d'exploitation de soixante-quinze ans accordée à la CNR en 1934 ne prend effet qu'en 1948 (date de construction du premier barrage), son échéance est donc prévue en 2023. Une prolongation de la concession est envisagée en 2013, mais le dossier tarde à aboutir entre les mains de l'État, engendrant un climat d'incertitude. Quatre élus locaux représentants les collectivités siégeant au conseil de surveillance de la CNR, ainsi que les syndicats, s'en ouvrent au président de la République Emmanuel Macron dans une lettre datée du 28 mars 2018. Un courrier de mobilisation pour demander la prolongation de la concession du Rhône à la CNR a été signé par 172 élus rhodaniens et envoyé au président de la République le 13 avril 2018.
En parallèle, une réorganisation de l'entreprise ne prévoyant aucune suppression d'emploi mais amenant à des changements de poste, effective début 2017, aboutit à un climat social tendu qui se manifeste notamment par une grève en novembre 2016. Selon le journal Mediacités, quatre tentatives de suicide (par trois salariés) sur le lieu de travail sont recensées entre 2016 et début 2018 et témoignent, d'après la Confédération générale du travail (syndicat majoritaire au sein de l'entreprise), d'un mal-être chez les salariés.
En septembre 2017, la Compagnie nationale du Rhône quitte l’Union française de l'électricité. Mi-2018, le dossier est toujours en cours d'étude et de traitement.
En septembre 2021, un compromis est trouvé avec la Commission européenne, au regard des missions hybrides de l'entreprise, pour prolonger la concession de la CNR jusqu'en 2041. Le 11 janvier 2022, la loi relative à l'aménagement du Rhône, prolongeant la concession de la CNR jusqu'au 31 décembre 2041, est adoptée à l'unanimité des groupes politiques dans une procédure accélérée de législation en commission, puis votée sans débat à l'Assemblée nationale avant son passage au Sénat le 8 février.

### Enjeux climatiques
Un plan stratégique de la CNR prévoit le développement massif de l'éolien et du solaire afin de diversifier ses sources de production d'électricité, l'hydraulique étant appelée à décliner dans les années à venir à cause du changement climatique. En effet, les experts s'accordent sur un recul du débit du Rhône de 0,43 % par an en moyenne jusqu'à la fin de la concession de la CNR en 2041.
Le 29 août 2024, l'Etat annonce que la CNR cesse son projet de barrage appelé « Rhônenergia » dans l'une des dernières zones sauvages du Rhône. Pour un budget estimé à 330 millions d’euros, la CNR envisageait à l'horizon 2023-2033 l'implantation à une quarantaine de kilomètres de Lyon d'un barrage-usine avec une chute de 6,8 mètres, une retenue de 22 kilomètres de long pour ralentir le débit du fleuve et une digue de 4 kilomètres. Cette décision est motivée par les conséquences environnementales négatives qu'un tel barrage pourrait avoir dans cette zone.

## Missions

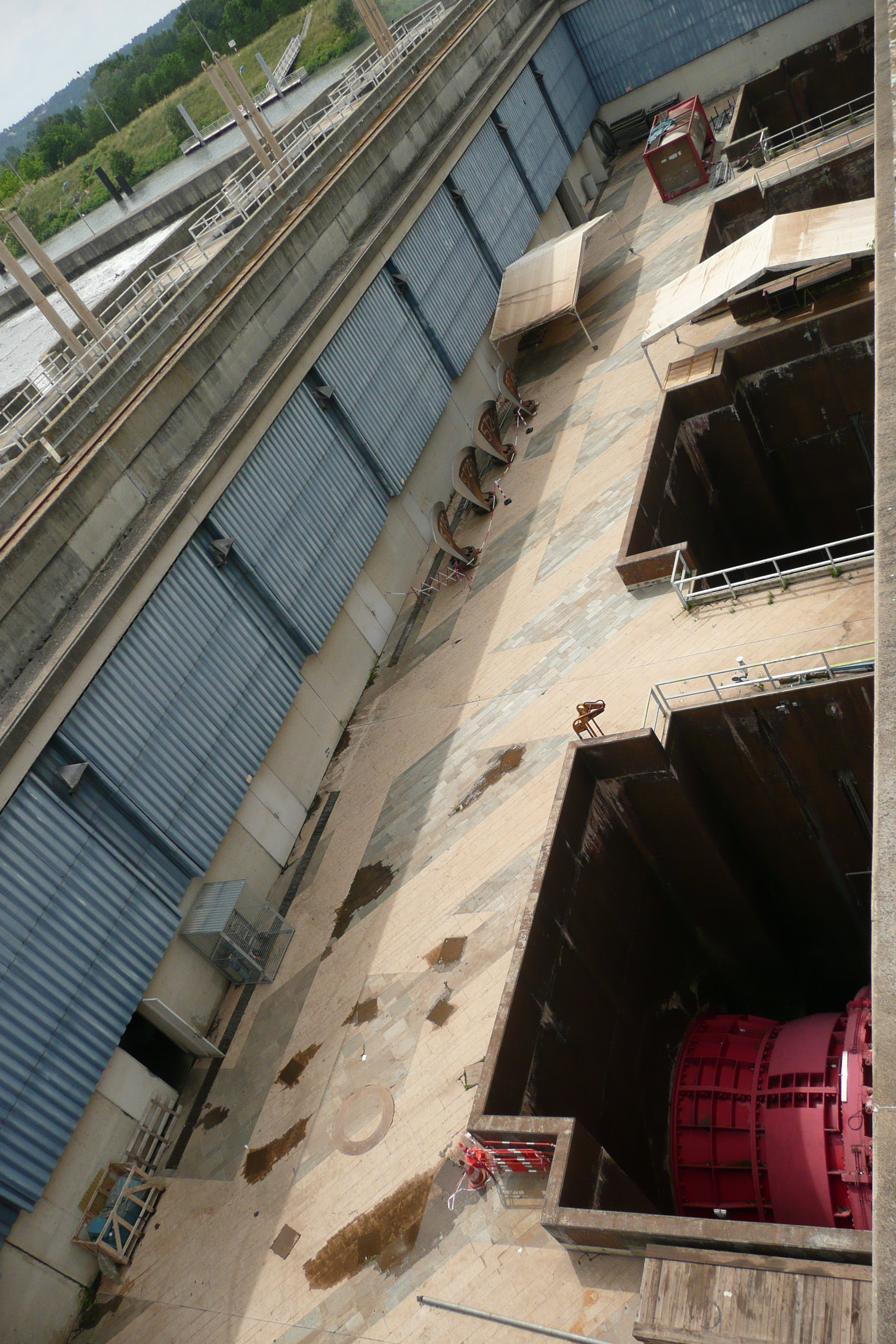
Usine d'Avignon.

Depuis 1934, la CNR exploite et aménage le fleuve dans le cadre de trois missions confiées par l’État : produire de l’électricité, développer la navigation fluviale, favoriser l’irrigation.
La CNR est concepteur et exploitant des centrales hydroélectriques, barrages et écluses du Rhône. Elle a construit sur le fleuve des sites industriels et portuaires, des ports de plaisance, des haltes nautiques et des bases de loisirs. En septembre 2015, la CNR exploite 19 centrales hydro-électriques sur le Rhône, 14 centrales photovoltaïques et 33 parcs éoliens. Sa production s'élève en moyenne à 14 milliards de kWh par an, c'est-à-dire 14 TWh par an.
L'entreprise commercialise également des énergies intermittentes d’autres producteurs, pour un total de 900 MW début 2018. La CNR dispose d'un bureau d’ingénieurs conseil intégré et d'un laboratoire pour l'export de son expertise en ingénierie hydroélectrique, fluviale et environnementale à l'international.

## Gouvernance
La CNR est une société anonyme d’intérêt général (seule structure ayant ce statut) dirigée par un directoire et administrée par un conseil de surveillance.
Le directoire est composé de trois membres, dont un président nommé par décret du président de la République, pour un mandat de cinq ans, sur proposition du conseil de surveillance, et de deux directeurs généraux nommés par le conseil de surveillance pour la même durée.
En décembre 2021, Laurence Borie-Bancel succède à Elisabeth Ayrault en tant que présidente du directoire. Les directeurs généraux sont Julien Français et Mathieu Stortz.
Le conseil de surveillance est composé de 18 membres : deux représentants de l'État ; treize représentants des actionnaires et trois représentants du personnel de la CNR.

## Actionnariat
L’actionnariat de la CNR repose sur un équilibre public-privé. Le côté public est majoritaire avec la Caisse des dépôts et consignations (33,20 %) et de nombreuses collectivités locales (16,83 %), l'actionnaire de référence étant le groupe privé Engie (49,97 %).

## Patrimoine et diversification

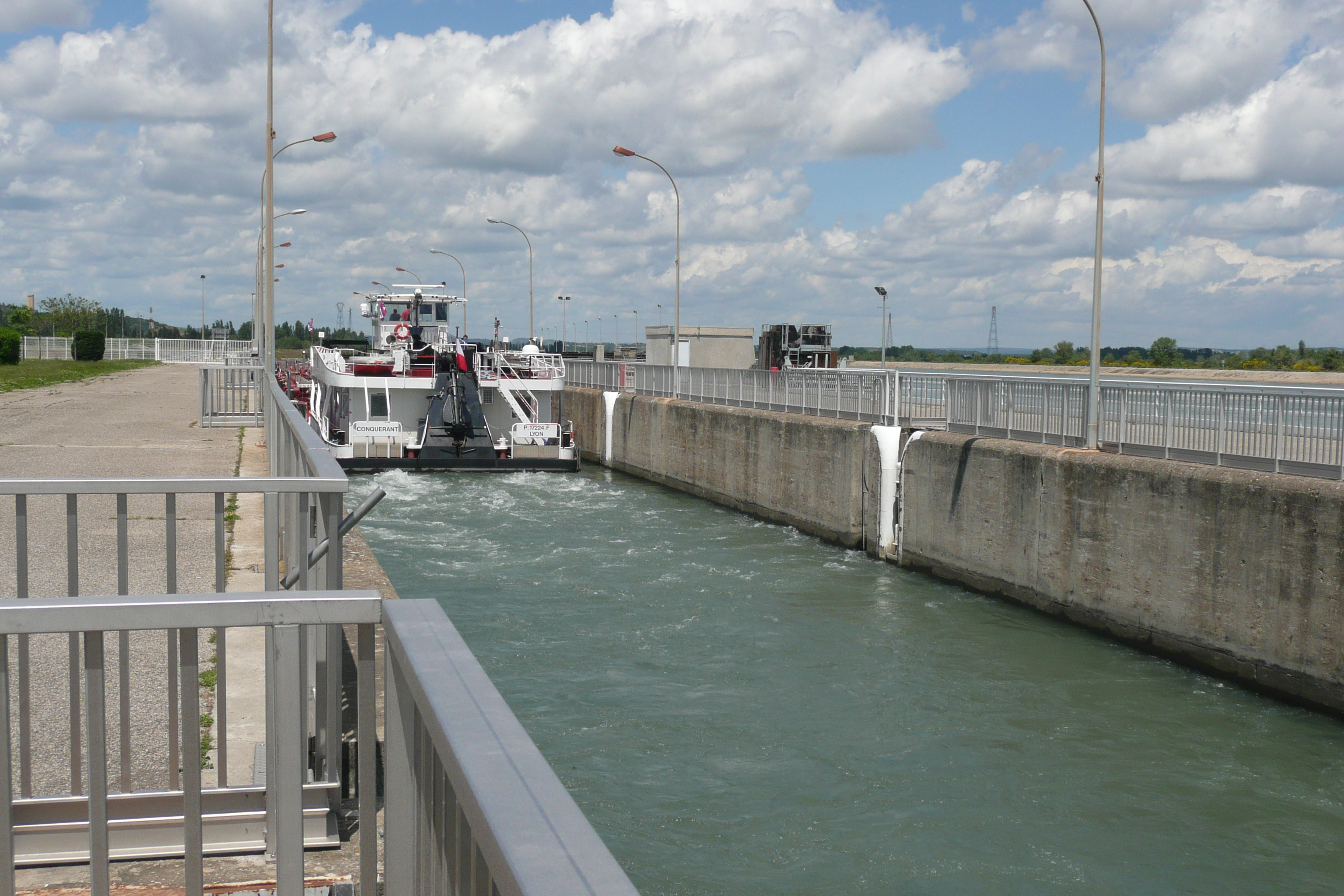
Une écluse à Beaucaire en juin 2008.

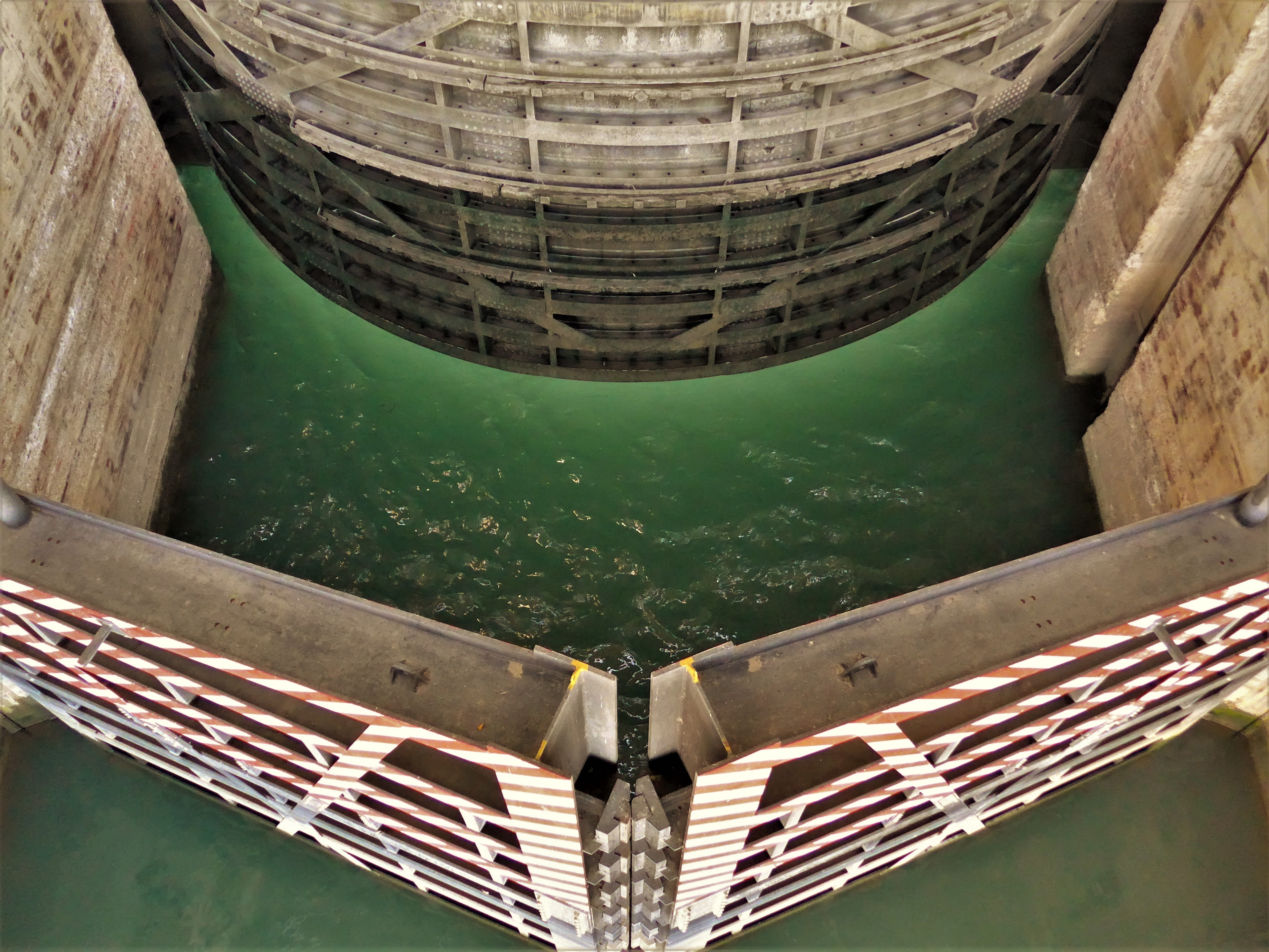
Portes de l'écluse de la centrale hydroélectrique Henri Poincaré à Châteauneuf-du-Rhône appartenant à la CNR en septembre 2016.

Au 31 décembre 2015, le patrimoine de la CNR compte : 19 barrages (Génissiat, Seyssel, Motz, Lavours, Champagneux, Sault-Brénaz, Pierre-Bénite, Reventin-Vaugris, Saint-Pierre-de-Bœuf, Arras-sur-Rhône, Bourg-lès-Valence, Charmes-sur-Rhône, Le Pouzin, Châteauneuf-du-Rhône, Bollène, Caderousse, Avignon, Sauveterre, Beaucaire) ; 19 centrales hydroélectriques (Génissiat, Seyssel, Anglefort, Brens-Virignin, Brégnier-Cordon, Sault-Brénaz, Pierre-Bénite, Reventin-Vaugris, Sablons, Gervans, Bourg-lès-Valence, Beauchastel, Le Logis Neuf, Châteauneuf-du-Rhône, Bollène, Caderousse, Avignon, Sauveterre, Beaucaire) ; 1 centrale en coexploitation : Chancy-Pougny ; 21 petites centrales hydroélectriques et mini-centrales hydroélectriques ; 42 parcs éoliens (dont 26 hors Vallée du Rhône) ; 20 centrales photovoltaïques ; 330 km de voies navigables à grand gabarit équipées de 14 écluses télé-conduites depuis le Centre de gestion de la navigation (CGN) situé à Châteauneuf-du-Rhône dans la Drôme ; 4 écluses de plaisance ont été construites sur le Haut-Rhône pour franchir les centrales hydroélectriques de Chautagne et Belley ; 27 000 hectares de domaine concédé, 14 000 hectares de fleuve et 13 000 hectares terrestres dont 836 amodiés ; 18 sites industriels et portuaires.
En octobre 2019, la CNR qui dispose déjà d'un potentiel installé d'environ 700 MW en éolien et photovoltaïque continue à se diversifier en rachetant l'entreprise Vol-V (qui avait déjà vendu ses activités "méthane" à Engie 8 mois plus tôt) lui apporte environ 50 MW d'énergies nouvelles supplémentaires, 130 MW de projets autorisés, et des compétences (une trentaine de personnes) dans le photovoltaïque, en espérant atteindre un potentiel de 4 000 MW renouvelables dès 2020 (y compris l'hydroélectricité produite le long du Rhône).
En 2021, la CNR exploite 4 GW de capacités, dont plus de 3 GW d'hydroélectrique et près d'1 GW d'éolien et de solaire. Elle compte développer ces capacités pour porter leur total à 7 GW en 2030. Les engagements pris dans le cadre de la prolongation de la concession se traduiront en particulier par quelque 500 millions d'euros de travaux sur le Rhône : écluses, aménagement du territoire, projet de nouveau barrage à Saint-Romain-de-Jalionas (Isère), en amont de Lyon. Mais les experts prévoient que le débit du Rhône baissera de 10 % à 40 % d'ici à 2050 du fait du réchauffement climatique.

## Production
La puissance installée au 31 décembre 2023 est de 4 062 MW. Elle est d'origine hydraulique pour 3 097 MW, éolienne pour 776 MW et photovoltaïque pour 189 MWc ; pour une production d'électricité en 2017 de 11,7 TWh. Depuis le 1er septembre 2005, le centre opérationnel de téléconduite situé à Lyon pilote directement à distance l'ensemble des barrages et des centrales de la CNR.
Le 10 juillet 2023, la compagnie signe avec SNCF Énergie, filiale de SNCF Voyageurs, un contrat d’achat direct d’électricité éolienne en France, de gré à gré (Corporate Power Purchase Agreement - PPA), pour une durée de 25 ans. Durant cette période, le CNR s'engage à construire deux parcs éoliens, avec une production annuelle de 88 gigawatts-heures (GWh). Ces deux parcs éoliens, situés dans les départements de la Haute-Vienne et d’Eure-et-Loir, en France, seront développés par Vensolair, filiale de CNR. Ce contrat suit l'annonce de la création de la filiale SNCF Renouvelable.

## Activité de lobbying

### Auprès des institutions de l'Union européenne
La CNR est inscrite depuis 2015 au registre de transparence des représentants d'intérêts auprès de la Commission européenne, et déclare en 2017 pour cette activité des dépenses annuelles d'un montant inférieur à 10 000 euros.

### En France
Pour l'année 2023, la CNR déclare à la Haute Autorité pour la transparence de la vie publique exercer des activités de lobbying en France pour un montant qui n'excède pas 400 000 euros.